# Poika (saunoo)
Poika (saunoo) (in finlandese "Il ragazzo (verso la sauna)") è un singolo di Poju, pubblicato per la AXR Music il 13 aprile 2011. Il brano raggiunse le vette della classifica dei singoli più venduti in Finlandia per sei settimane consecutive e divenne l'inno ufficiale del campionato mondiale di hockey su ghiaccio maschile del 2011, vinto dalla Finlandia, sebbene inizialmente il brano fosse stato composto per le nazionali di hockey sul ghiaccio.
Inoltre in Estonia è stata fatta una cover chiamando il brano Poeg on kodus.

## Classifica
| Classifica                            | Massima posizione |
| ------------------------------------- | ----------------- |
| Suomen virallinen lista - Singlelista | 1                 |
| Suomen virallinen lista - Latauslista | 1                 |